# Kawalerowie (zespół muzyczny)
Kawalerowie – polski zespół rhythm and bluesowy, powstały na początku 1964 roku w Warszawie. Zakończył działalność w 1967 roku.

## Historia
Założycielami grupy byli Jerzy Szczęśniak i Marek Zarzycki. Początkowo Kawalerowie grali na wieczorkach tanecznych w klubie „Sezam”, a także na zabawach szkolnych, studniówkach, studenckich imprezach oraz w klubie AWF-u „Relax”, mając w swym wczesnym repertuarze modne i popularne przeboje zagraniczne. Przed szerszą publicznością zespół zadebiutował w czerwcu 1964 roku na wspólnych koncertach z Pesymistami w klubie Uniwersytetu Warszawskiego „Centon”, gdzie grywał, dwa razy w tygodniu na tzw. „fajfach”. Muzycy występowali wówczas w składzie: Jerzy Szczęśniak (eks-Relaks; śpiew, gitara), Piotr Raczew (gitara); Marek Zarzycki (eks-Relaks; śpiew, gitara basowa; zmarł 11 sierpnia 2019 roku w wieku 72 lat w Warszawie) i Marek Rosiński (perkusja). Właśnie okres występów zespołu w „Centonie”, kronikarze uważają dziś za najbardziej owocny. Repertuar grupy składał się w tym czasie z kompozycji własnych, autorstwa Jerzego Szczęśniaka do tekstów Janusza Kondratowicza i Marka Zarzyckiego (m.in.: Małgorzato, jeśli chcesz, Nigdy już nie wołaj mnie, Nie wiem gdzie cię szukać, Ja wiem co to znaczy, Piosenka o dziewczynach, Dwudziesty pierwszy raz), a także z utworów z repertuaru The Animals, The Yardbirds, The Kinks z własnymi tekstami, jak pisał w artykule o Kawalerach miesięcznik „Jazz” („Rytm i Piosenka)”. Właśnie za sprawą popularnych w latach sześćdziesiątych brytyjskich grup rhythm and bluesowych, warszawski zespół grał ostro, co wyróżniało go na tle innych młodzieżowych wykonawców. Jest to zauważalne w takich piosenkach, jak np.: Kochaj mnie (w 1957 wylansowaną przez Nappy’ego Browna, zaś w 1964 – znaną z debiutanckiego albumu The Animals), Palcie tylko sporty (czyli High Heel Sneakers), czy Ej, stary (kompozycję Calvina Caltera wykonywaną przez zespół The Yardbirds).

Doskonale pamiętam wieczorki taneczne w „Centonie”. Graliśmy wtedy (Pesymiści) z nimi na zmianę. Potężny był to kwartet – brzmieniowo i dynamicznie. Przy nich Pesymiści to był grzeczny popik.

Przełomowym dla zespołu okazał się rok 1965, gdy nawiązał on współpracę z renomowanym warszawskim muzykiem Wiesławem Czerwińskim (eks-Chochoły). W latach 1965–1966 Kawalerom udało się nagrać w Polskim Radio aż dwadzieścia utworów, z których część ukazała się na dwóch płytach czwórkach Pronitu i jednej Polskich Nagrań. Z zespołem nagrywali również: Dana Lerska, Bożysława Kapica (pseud. Sława Czerkan – w duecie z Czerwińskim zaśpiewała piosenkę pt. Kiedy dziewczyna mówi nie) i Michał Hochman z którym zespół nagrał w Programie III P.R. przebój pt. Konik na biegunach.

Krótko graliśmy razem. Dobrze wspominam rock and roll Uderzaj w mig. Fajna melodia, jest muzycznym protestem przeciwko wszystkim normalnym bluesowym harmonizacjom: w dwunastotaktowym, bluesowym systemie zharmonizowałem melodię tak nowocześnie, że czasami się zastanawiam, skąd mi się to brało, bo na tamte czasy to była dość ekwilibrystyczna harmonizacja. Inna moja piosenka Kiedy dziewczyna mówi nie była zharmonizowana normalnie, za to bardzo atrakcyjnie, po «beatlesowsku». Ktoś powie – naśladownictwo. Nie, myśmy wtedy szukali oryginalności. Wzory zawsze były, bo muzyka jest pewnym continuum. Pewne trendy się utrzymują, pewne brzmienia, ale to instrumenty i cała elektronika zmuszały nas do wynajdywania pewnych brzmień. Czasami wychodziło ciekawie, bywało nawet, że nowocześnie.

Grupa koncertowała w całym kraju, często z innymi zespołami (m.in. z Czerwonymi Gitarami). W 1966 roku zespół opuścił Marek Zarzycki (z końcem 1966 wyjechał do Anglii). Nowym gitarzystą basowym został Robert Świercz, a następnie Andrzej Wroński. Gdy Szczęśniak odszedł, do nowo powstałej grupy Izomorf 67, zaś Rosiński do formacji Czterech, zespół praktycznie przestał istnieć, zaprzestając dalszej działalności w 1967 roku. Kawalerowie są zaliczani do najciekawszych i najpopularniejszych grup młodzieżowych drugiej połowy lat 60. Dlatego nie można było pominąć wydania monograficznego albumu grupy, co też się stało po wielu latach. Jeden z nich ukazał się w serii „Gwiazdy Polskiego Big Beatu” (Polskie Nagrania „Muza”, 2014), zaś drugi zatytułowany Palcie tylko „Sporty”. Nagrania archiwalne z lat 1965–1966, wydano w roku 2022 nakładem wydawnictwa muzycznego Kameleon Records.

## Ciekawostki
- W XXI w. muzyka zespołu nadal brzmi nowocześnie i ma nowe pokolenie odbiorców. 3 listopada 2011 roku ukazała się EP-ka zespołu Pomorzanie „Mocne Uderzenie II EP” (4 kompozycje należące do klasyki warszawskiego rock and rolla[10][11][12], 2 utwory zagraniczne i 1 autorski) na której znalazła się piosenka Kawalerów pod nieco zmienionym tytułem Palcie tylko jointy[13].

- Utwór Palcie tylko „Sporty” ma w swym repertuarze także warszawski zespół The Phantoms[14][15]. Dobrze, że to co kiedyś robiliśmy zyskało drugie życie i dalej trafia do ludzi – powiedział Marek Zarzycki w audycji radiowej „Trójkowy Wehikuł Czasu” (18.01.2013)[14].

## Dyskografia[3][16]

### Płyty solowe
- 11.1965: To ty w moim mieście (EP N-0426 Pronit)
- 08.1966: Palcie tylko „Sporty” (EP N-0437 Polskie Nagrania „Muza”)
- 12.1966: Rytmy taneczne (EP N-0457 Pronit)

### Kompilacje
- 1966: Ryszard Lisiecki – Zielone oczy Anny / Kawalerowie – Kiedy dziewczyna mówi nie (SP, Pronit SP-142)
- 1967: 1000 Taktów Młodości (LP, Pronit XL-0370)
- 1991: Złote lata polskiego beatu 1966 vol.2 (LP, Polskie Nagrania „Muza” SX-3050)
- 2009: Warszawski Rock and Roll lat 60. (CD, Polskie Nagrania „Muza” PNCD-1262; LP, PN Muza SX-4009)
- 2014: Gwiazdy Polskiego Big Beatu (CD, Polskie Nagrania „Muza” PNCD-1595 – zbiór nagrań radiowych zespołu)
- 2022: Palcie tylko „Sporty”. Nagrania archiwalne z lat 1965–1966 (CD, Kameleon Records KAMCD 102 – kompletny zbiór nagrań radiowych zespołu)[9]

### Nagrania radiowe
Zespół nagrywał w Programie III PR i Programie I PR (Popołudnie z młodością)
- 11.1965: Gwiazdy (voc. M. Zarzycki), Uderzaj w mig (voc. W. Czerwiński), Kochaj mnie (voc. J. Szczęśniak), Kiedy dziewczyna mówi nie (voc. S. Czerkan i W. Czerwiński), Od dzisiaj znów zacznijmy marzyć (voc. M. Zarzycki i J. Szczęśniak), Beczka (voc. M. Zarzycki i J. Szczęśniak), Nie mam nikogo (voc. D. Lerska), To ty w moim mieście (voc. M. Zarzycki i J. Szczęśniak), Ej, stary [i Ain't Got You] (voc. M. Zarzycki i J. Szczęśniak), Małgorzato, jeśli chcesz (voc. M. Zarzycki), Nie wiem gdzie cię szukać (voc. M. Zarzycki i J. Szczęśniak), Konik na biegunach (voc. M. Hochman)[7];

- 1966: 21-szy raz, Palcie tylko „Sporty” (voc. M. Zarzycki), Piosenka o dziewczynach (voc. M. Zarzycki i J. Szczęśniak), Nigdy już nie wołaj mnie (voc. M. Zarzycki i J. Szczęśniak), Kochaj mnie [The Right Time] (voc. M. Zarzycki i J. Szczęśniak), Jeszcze nie wiem nic o tobie (voc. J. Szczęśniak), Ja wiem co to znaczy (voc. J. Szczęśniak), Serce w dłoni (voc. J. Szczęśniak), Czemu chodzisz z głową w niebie (voc. M. Zarzycki i J. Szczęśniak).